# Lamberget
Lamberget är en stadsdel i Karlstad. Stadsdelen avgränsas nästan helt av Klarälven förutom en mindre landremsa i norr. Sten från Lamberget användes vid byggandet av Östra bron över Klarälven. . Under andra världskriget byggdes tre betongvärn för luftvärnskanoner på berget. Efter kriget bytte området form från att tidigare ha varit främst ängs- och betesmark till att hysa verkstäder, bland annat Karlstads Mekaniska Werkstad gjuteri. I takt med att fler industrier byggdes behövdes fler bostäder och villor och flerfamiljshus uppfördes.